# Władimir Dragomiriecki
Władimir Porfirjewicz Dragomiriecki (ros. Владимир Порфирьевич Драгомирецкий, ur. 17 grudnia?/30 grudnia 1914 w Bohopolu (obecnie Perwomajsk w obwodzie mikołajowskim), zm. 23 sierpnia 1979 w Moskwie) – radziecki lotnik wojskowy, generał porucznik lotnictwa, Bohater Związku Radzieckiego (1944).

## Życiorys
Był narodowości ukraińskiej. Skończył szkołę fabryczną, pracował w fabryce w Kirowohradzie, w lipcu 1934 ukończył szkołę pilotów i techników lotniczych w Bałaszowie i został dowódcą Jenisejskiej Grupy Lotnictwa Cywilnego w Krasnojarsku. W 1937 został lotnikiem-instruktorem Moskiewskiego Terytorialnego Zarządu Aerofłotu, od 1940 należał do WKP(b), od czerwca 1942 służył w Armii Czerwonej, mianowano go dowódcą załogi samolotu 16 pułku bombowców 222 Samodzielnej Brygady Bombowców Dalekiego Zasięgu Rezerwy Najwyższego Dowództwa i 19 lipca 1942 skierowano na front; latał amerykańskim bombowcem B-25 Mitchell. W sierpniu-wrześniu 1942 wykonywał loty zwiadowcze i naloty bombowe na Froncie Zachodnim i Stalingradzkim, 29 września 1942 pułk włączono w skład Lotnictwa Dalekiego Zasięgu, 12 marca 1943 Dragomiriecki został dowódcą klucza w stopniu starszego porucznika. W marcu 1943 wraz z załogą wykonał 20 nalotów na węzły kolejowe i lotniska wroga w rejonie Homla, Briańska i Smoleńska, 23 marca 1943 został ostrzelany przez obronę przeciwlotniczą. Później bombardował cele w rejonach Mohylewa, Mińska, Orszy, Połtawy, Warszawy i Królewca. W marcu 1944 został dowódcą 337 pułku Lotnictwa Dalekiego Zasięgu, do października 1944 wykonał 212 lotów bojowych. Po wojnie dowodził pułkiem bombowców i potem 116 Dywizją Bombowców Ciężkich, w 1958 ukończył Wojskową Akademię Sztabu Generalnego, 1961-1969 dowodził 6 Samodzielnym Korpusem Bombowców Ciężkich w stopniu generała porucznika lotnictwa, w 1976 zakończył służbę wojskową.

## Odznaczenia
- Złota Gwiazda Bohatera Związku Radzieckiego (5 listopada 1944)
- Order Lenina (trzykrotnie – 18 września 1943, 5 listopada 1944 i 31 października 1967)
- Order Czerwonego Sztandaru (trzykrotnie – 12 marca 1943, 14 kwietnia 1944 i 30 grudnia 1956)
- Order Aleksandra Newskiego (25 lipca 1945)
- Order Wojny Ojczyźnianej I klasy (27 marca 1943)
- Order Czerwonej Gwiazdy (dwukrotnie – 15 listopada 1950 i 22 lutego 1955)
- Order „Za służbę Ojczyźnie w Siłach Zbrojnych ZSRR” III klasy (30 kwietnia 1975)
- Medal „Za zasługi bojowe” (6 listopada 1945)
- Order Partyzanckiej Gwiazdy I klasy (Jugosławia)

I medale.